# Søren Sørensen (gymnast)
|  | For andre personer med navnet, se Søren Sørensen. |
Søren Sørensen (født 20. april 1897 i Drigstrup, død 11. marts 1965 i Malling) var en dansk gymnast, som deltog i OL 1920.

## Gymnastikkarriere
Sammen med 23 andre danske gymnaster deltog han i disciplinen svensk system for hold ved OL 1920 i Antwerpen. Holdet var sikret medalje på forhånd, da kun tre nationer stillede op. Sverige vandt guld med 1.363.833 point, Danmark fik 1.324.833, mens hjemmeholdet fra Belgien vandt bronze med 1.094.000 point.